# Еґа (мажордом)
Еґа (лат. Ega; ? — 641) — мажордом Нейстрії та Бургундії у 639—641 роках.

## Життєпис
Походив зі знатної родини, можливо був родичем Ахарія, єпископа Науйона. Перша письма згадка про Еґа відноситься до 616 року, коли він серед інших знатних осіб був згаданий в заповіті Бертрама, єпископа Ле-Мана.
Франкським королем Дагобертом I був призначений головним радником монарха у Нейстрії. Коло обов'язків Еґи повністю не відомо, проте знано, що в останні роки життя Дагоберта I він був найбільш наближеним до короля особою. Висловлюється думка, що в цей час Еґа був наділений повноваженнями глави державного фіску. За словами Фредегара, «саме за його порадою, а не за наказами Дагоберта, творилися несправедливості в управлінні скарбницею Бургундії і Нейстрії» [Про особливе становище Еґи при дворі Дагоберта I повідомляв Іоанн з Боббіо. Цей автор також писав, що в цей час Еґа перебував у ворожих відносинах з чернечої громадою Люксей.
639 року після смерті мажордома Ґундоланда призначається на цю посаду. Незабаром після цього, 19 січня, помер загальнофранкський король Дагоберт I. На смертному одрі цей монарх доручив Еґа піклуватися про свою дружину Нантільду і сина Хлодвіга II, який став королем Нейстрії і Бургундії. Еґа був присутній на розділі королівської скарбниці, вчиненому в Комп'єні між Нантільдою і Хлодвигом II з одного боку і старшим братом останнього Сігібертом III, королем Австразії. Кожен отримав рівну частку. Водночас Еґа призначається мажордомом Бургундії.
Хроніст Фредегар вказував, що Еґа перевершує інших посадовців в знатності, багатстві, рішучості, розсудливості, підкреслював його уважність до правосуддя. Також повідомляв, що мажордом повернув багатьом колишнім власникам їх майно, конфісковане при попередньому королі. Ймовірно таким чином Еґа розраховував розширити коло своїх прибічних серед знаті.
Задля міцного керування номінально поділяв владу регента з Нантільдою, висловлюючи тій шану. У 640 році провів коронацію Хлодвіга II. Амбіції Нантільди невдовзі призвели до конфлікту з нею. Королеву підтримав могутній рід Бургундофаронів. У 641 році зять мажордома — Ерменфред — під час сварки вбив родича Бургундофаронів — графа Гайнульфа. За це він за згодою королеви Нантільди був засуджений до смерті. Рятуючи своє життя, Ерменфред був змушений втекти до Австразії.
Незабаром після цього Еґа раптово помер у Кліші від хвороби, яка перебігала з гарячкою. Новим мажордомом у Нейстрії був обраний Ерхіноальд, а в Бургундії за наказом Нантільди призначено Флаохада.